# Allan Jepsen
Pour les articles homonymes, voir Jepsen.
Allan Jepsen est un footballeur danois, né le 4 juillet 1977 à Kolding au Danemark. Il évolue comme arrière gauche.

## Sélection nationale
Allan Jepsen obtient son unique sélection avec le Danemark lors d'un match amical gagné (1-0) le 2 juin 2005 sur le terrain de la Finlande. Il entre en jeu à la 71e minute à la place de Niclas Jensen.

## Palmarès
Vålerenga IF
- Vainqueur de la Coupe de Norvège (1) : 2008